# Koo Hye-sun
Koo Hye-sun (en hangul, 구혜선; Incheon: nació el 9 de noviembre el 1984), es una popular actriz, cantante, directora, productora, compositora, modelo, escritora y pintora surcoreana. Ganó fama con el exitoso drama Pure 19, pero su fama internacional llegó al protagonizar el drama Boys Over Flowers.

## Vida personal
El 11 de marzo de 2016 se hizo público que estaba comprometida con el actor Ahn Jae-hyun. La pareja se casó el 21 de mayo del mismo año. Sin embargo, en agosto de 2019 anunciaron que se estaban divorciando.

## Carrera
Koo Hye-sun entró en la industria del entretenimiento después de ganar popularidad en el Internet como "Un Ulzzang".  Comenzó su carrera como actriz en los dramas de un acto y la comedia sin escalas 5. También fue co-MC con Heechul de Super Junior en el programa semanal de música en vivo Inkigayo de SBS desde el 23 de abril de 2006 hasta el 18 de febrero de 2007
Hye-sun saltó a la fama en el drama Pure 19 y sorprendió a la crítica con su interpretación en el drama histórico The King and I Ella es más conocido por interpretar a Geum Jan-di en los hit KBS drama de Boys Over Flowers. Después de un año en el limbo sin horario de difusión, su drama pre-producido The King and I, The Musical finalmente salió al aire en septiembre de 2011. Ku siguiente interpretó a una mujer piloto en la serie SBS cuidar de nosotros, el capitán, seguido por Absolute Boyfriend, la adaptación del drama taiwanés del manga Absolute Darling.The escritor manga original de Absolute Darling  elogió GHS para ella cambiar libremente las expresiones faciales y la encontró actuando muy atractivo y adorable.
Originalmente programado para ser lanzada como cantante (supuesta mente en un grupo de chicas de tres miembros con 2NE1 Park Bom y Sandara Park), YG Entertainment CEO Yang Hyun-suk aconsejó Koo para dedicarse a la actuación en lugar de música [6]. En los últimos años, ha mostrado su talento vocal a través de Sarang Ga ("Love Story", que se convirtió en la canción del título de Pure 19, un cover de Shim Soo-bong I Do not Know Anything But Love (que jugado durante una escena crucial en Boys Over Flowers), y un dueto de la canción de Kim Gun-mo lluvia cae en una noche de insomnio con el miembro de Big Bang Seungri en el show de música-talk Peppermint de Lee Ha-na. Ku también ha compuesto y publicado un álbum de música New Age titulado Breath (2009), y los singles de pelo Brown (2010), Marry Me (2012 [11], Flying Galaxy (2013) y es Usted (2013)
Ku escribió Tango, una novela semi-autobiográfica acerca de la experiencia de una veinteañera de la mujer con el amor y las relaciones. El libro fue un best-seller, vendiendo 30.000 copias en una semana. Koo se convirtió en un autor más vendido en Indonesia con su novela (por Rp 43.920) Su lanzamiento coincidió con su primera exposición de arte en solitario, también titulado "Tango", en julio de 2009 en La Mer Gallery, que atrajo a 10.000 visitantes. La exposición contó con alrededor de 40 de las ilustraciones de Ku, algunos de su novela. Ella también ha hecho obras de arte para el cuarto álbum Confort de Gummy. En septiembre de 2012 se celebró la segunda exposición de arte en solitario titulado "Afterimage" al Hangaram Diseño Centro de Artes en el Centro de Artes de Seúl, mostrando 120 de sus obras de arte, y luego donar todos los ingresos de la venta de su obra hacia la compra de "limpia cars "(automóviles libres de gérmenes) para el grupo de pacientes Corea leucemia
Ku hizo su debut oficial como director por su cortometraje The Madonna en el Festival de 2009 Puchon internacional de cine fantástico. Después de escribir y dirigir su primer largometraje Magia en 2010, continuó dirigiendo cortometrajes como Usted y fragmentos de Sweet Memories, así como trailers de película festivals.In 2011 Ku establecieron su propia compañía, Ku Hye-sun de Cine, en las que se va a producir y filmar sus proyectos, que ofrece ella una medida de protección legal / negocio. Su segundo largometraje como director The Peach Tree fue la primera película realizada por su compañía de producción de reciente creación. Ella dijo de dirigir, "Es agotador y extenuante. A veces te preguntas, '¿Por qué estoy haciendo esto?' Pero las películas tienen la capacidad de hacer sentir vivo. ". Su cortometraje," Usted "se proyectó en Moscú, Rusia. [30] Ella dirigió un cortometraje 3D" Fragmentos de recuerdos dulces "protagonizada por Yoo Seung-ho. En su entrevista ella dijo:" Me gustó fantasías. la tecnología 3D ayuda a ampliar el reino de la imaginación y la expresión."Sin embargo, es diferente de la visualización de grandes proyectos como 'Avatar' donde otros perseguidos magníficas y grandes escenas escalados. Pasé tiempo en averiguar cómo maximizar mejor el lado emocional y lírico de las cosas. Traté de infundir más emoción a las escenas a través del aspecto espacial y tridimensional para que otros serían capaces de sentir lo que está destinado a ser transportado ". Este corto documental también se presentó en el festival francés de Cannes. Este cortometraje 3D fue proyectado en "International Music & Film Festival octavo Jecheon". el 13 de julio de 2012 Del estudio reveló que, fue votada como la Mejor Artista Femenina en la industria del entretenimiento por los internautas. también participó. en "Proyecto sonrisa grande" para las mujeres, contribuyendo como modelo para la "Mujeres centro revista" foto de portada. [34] También dio su voz narrando un documental "el hospicio de los niños pequeños que viven para hoy" en SBS. a partir de septiembre 18 a 24, 2012, se llevó a cabo un arte exposición bajo el lema "imagen"Ella también donó sus ganancias a partir de sus exposiciones de arte para ayudar a pacientes con leucemia. Ella asistió al "Festival Internacional de Cine de Busan" donde su larga duración contó con la película "El Durazno" se proyectó. El 25 de octubre de 2012, asistió a "14a República anual de la ceremonia de Corea Design Award '" y fue galardonado como "ministro de encomio". Su película "The Peach Tree" llegó a las pantallas el 31 de octubre. Ella compuso todas las canciones de su película y escribió las letras también. Ella también escribió su siguiente novela "Peach Tree", basada en la película, "The Peach Tree".
También participó en programas de televisión como "Ven a jugar - Ku Hye Sun". En MBC y TVN de Taxi Talk Show.On 23 de noviembre de Ku y de SS501 Heo Young Saeng recibieron Corea Fulfillment Logros "se proyectó en el Festival de Cine Fantástico de Golden Horse (GHFFF) en Taiwán y también el 9 de abril en el festival de cine de Bruselas (BIFF). Ella escribió una canción y actuó en MV junto con Seo In Guk llamado "Con la risa o con lágrimas". También dirigió un CF y para el Samsung Galaxy S4 llamado "Mi historia con S4", junto con los otros directores a saber Jung Woo Sung y Kim Nam Gil. En mayo de 2013, se presentó 15 de sus obras de arte en el Hong Kong Feria de Arte contemporáneo. Su película se proyectó en el 15 IWFFIS (festival de cine internacional de la mujer). ella y Lee Sang Bong fueron nombrados 2013 CICB Embajador. Koo y Jang Miran fueron galardonados con el premio del Ministerio de "felicidad de compartir" el 28 de junio de 2013. Su película "Durazno" se proyectó en el "Festival de Cine Asiático de Nueva York".
Koo, lanzó su MV nombrado "Su usted". Ella no sólo escribió la música y letra de "Es usted", también filmó y editó el vídeo musical. De 14 a 19 agosto, ella asistió al "Festival Internacional de Música de Jecheon noveno y Cine" (JIMFF) y fue uno de los miembros del jurado. Después de que ella llevó a cabo una exposición de arte bajo el lema "Después de imagen" y mostró su 20 piezas en el Centro Cultural Coreano en Shanghái. Ella es también el embajador de "Artistree" - una organización para fomentar las artes. También ha prestado su talento para festival de cine coreano dirigiendo un remolque para las Personas con 14o Festival de Cine de Discapacidades (SFEP) en la que utiliza "lenguaje de signos" para describir "Las personas que nacen con discapacidades no se diferencian de la gente normal en lo que llamamos "amor". Cuando la gente normal se enamoran se convierten en ciegos".El 4 de septiembre de 2013, asistió a la presentación del premio de "El amor al medio ambiente" Concurso como ella ser la embajadora de ese concurso. YG informó a los periodistas el 25 de septiembre que el 2012 cortometraje 3D de Ku Hye Sun, Fragmentos de la Memoria, ha avanzado a los finalistas para el Festival de Cine Superior de Seúl. Koo asistió a la ceremonia de apertura del festival el 30 de septiembre para recibir la citación del Park Won alcalde Pronto. YG habló en nombre de Ku Hye Sun a la prensa que: "Es un honor para la finalista. A pesar de que la película 3D tuvo que ser demostrado en 2D, se siente agradecida de que todavía le gusta su película. Estoy muy agradecida con el actor Yoo SeungHo por ayudar a hacer la película y me siento tan mal que nunca fui capaz de mostrar el original todavía. "Festival de Cine Superior de Seúl es un festival de cine que cubre las tres generaciones de adolescentes a adultos las personas de edad. Total de 36 películas están avanzando a finalista en la categoría de competencia. También fue invitado por su amigo, Lee Bo Young a cantar en su boda con Ji-Sung, que se celebró el 27 de septiembre de 2013 y Ku enganchar su auto canción compuesta, "Su usted" en la boda.
El 28 de septiembre de 2013, Ku Hye Sun asistió CICB y exhibió 20 de sus artesanías hechas a mano y compartió su tiempo con el público. También muestra sus artesanías de madera y de metal, así como los diseños brillantes que iluminan y alegran los espacios cotidianos  en que viven. Ella muestra sus propios artes bajo el lema "efecto mariposa". [48] [46] El 8 de octubre de 2013, Koo modeló para Lie Sang desfile de modas de Bong. [49] El 29 de octubre de 2013 su película, Durazno se proyectó en el Cine apertura francés. [50] el 13 de noviembre Koo asistió Festival Internacional de Cine de Sydney (SIFF), como fue nombrada como embajadora de la fiesta. El 19 de noviembre, su agencia YG anunció que Koo ha planeado para su próxima película "hija". En esta película, interpreta tres papeles, producción, guion y la realización. Esta película es un psicodrama que representa a una madre que da a su hija un castigo corporal opresivo y su hija sufrimiento. Ku envía un mensaje a la sociedad a través de la película y se dará a conocer en el año 2014. Al hablar de la película, dijo: "Lo más importante es llegar a ser el ganador al final. En este momento no es el tiempo para sentir logró para qué proyecto está haciendo bien o haciendo que a medida que la meta de una vida. para mí, lo que es más importante es qué tipo de persona que vivirá como y recordado. En mis 20, un gran éxito vino a mi manera a través de BOF. pero, no puedo ser simplemente atrapado allí. sentí que necesito para moldear / hacerme aún mejor y vivir mi vida aún mejor. esa es la meta de mi vida ".
El 28 de noviembre de 2013, Koo Hye Sun lanzó su quinto "Felicidad" único digital, que es un remake de la Seo en la canción de Guk del mismo título que ofrece Koo Hye Sun, y expresa los sentimientos de pesar y el vacío después de una ruptura desde la perspectiva de una mujer. En febrero de 2014, Koo apareció en dos partes el drama documental de canal MBC "¿Eh Nansulhun" (escrito por Kim Mi Ji, producido por Park Tae Sam "¿Eh Nansulhun" es un drama especial de dos partes en las que Koo Hye Sun actúa como "¿Huh Nansulhun ", la heroína. además, ella toma el papel del narrador para dirigir el documental y parcialmente produjo el drama, ejerciendo sus funciones como productor. el equipo de producción visitó la casa de Huh Nansulhun de nacimiento se encuentra en Chodang, Gangneung, así como Pekín, Nankin, Jinan en China, para una investigación histórica perfecta. Ku también visitó Berlín y Bremen, Alemania, para recoger los documentos pertinentes sobre la suya.  Koo Hye Sun luego confirmó papel principal en Angel Eyes de SBS. interpretó el papel de "Yoon Soo Wan", que se vio obligado a separarse de su primer amor, debido a circunstancias familiares dolorosas y cumple con él después de 12 años. una mujer legalmente ciega que recibe su visión hacia atrás en una operación y decide abrazar la vida con pasión por convertirse en un trabajador de rescate. Koo Hye Sun emergencia recibió gran aprecio por su perfecta interpretación del personaje que su actuación madurado.
En septiembre de 2014, Changmin y Ku de TVXQ aparecieron en MV de Beatburger "Ella es tan alta" vídeo musical.La retrata de TVXQ Changmin y actriz Ku Hye Sun actuando como pareja. Los dos han sido amigo de miembro Beatburger de Shim Jae Won durante muchos años, y decidió presentarse en la música vídeo. En octubre de 2014, la película "hija" del Koo Hye Sun fue invitado en el "Festival Internacional de Cine de Busan 2014", y se proyectó allí. El 24 de noviembre, "hija" de la película tuvo una reunión proyección especial en el 24 de noviembre específicamente para todos los miembros del Congreso (todos los partidos). La razón de esta reunión especial es de entender y resolver el problema del abuso infantil y otros problemas sociales. Esta reunión fue organizada por el senador y activista Nam Yoon En Pronto quien afirmó que: problemas con el abuso infantil es real en nuestra sociedad como retratado en la película, <Hija>. Nuestro objetivo es buscar y poner en práctica alternativas y soluciones desde el nivel del Congreso ".
Koo Hye Sun ha sido confirmado para la próxima KBS drama "Blood" que saldrá al aire en febrero de 2015. Ella interpreta el personaje "Yoo Ri Ta" un genio que entró en la escuela de medicina en la edad de 17 años y quien también es personaje rico, brillante, alegre que disfruta su riqueza y es a menudo mal entendida como una persona arrogante e indignante. Koo sol hye y el actor principal de este drama, Ahn Jae Hyeon habían disparado en Rumania para este drama.
Originalmente programado para ser lanzado como cantante (supuesta-mente en un grupo de chicas de tres miembros con 2NE1 Park Bom y Sandara Park), YG Entertainment CEO Yang Hyun-suk aconsejó Koo Hye Sun para dedicarse a la actuación en lugar de música. En los últimos años, ha mostrado su talento vocal a través de Sarang Ga ("Love Story", que se convirtió en la canción del título de Pure 19 ), un cover de Shim Soo-bong I Do not Know Anything But Love (que jugado durante una escena crucial en Boys Over Flowers), y un dueto de la canción de Kim Gun-mo lluvia cae en una noche de insomnio con el miembro de Big Bang Seungri en el show de música-talk Peppermint de Lee Ha-na. Ku también ha compuesto y publicado un álbum de música New Age titulado Breath (2009) [9], y los singles de pelo Brown (2010), Marry Me (2012), Flying Galaxy (2013) y es Usted (2013).
Koo Hye Sun fue presentadora del famoso concurso musical Inkigayo en el año 2006 y entrando 2007 de la cadena SBS y también presentadora del mismo canal en SBS Drama Awards de 2007.
Es una de las mejores actrices pagadas en Corea.
Siempre se le vinculó sentimentalmente con su co-protagonista Lee Min-Ho en el drama de Boys Over Flowers.Es muy amiga de Sandara Park integrante del famoso grupo 2ne1.Ella es muy famosa en Latinoamérica gracias a la serie Boys Over Flowers.Es considerada una de las chicas más hermosas de Asia por su belleza natural,
ocupando el puesto número 1 en la lista de bellezas naturales elegidas por muchos ídolos, el segundo lugar lo ocupó Kim Tae Yeon, líder del grupo Girls Generation, muchos ídolos la han elegido como su chica ideal por su belleza y talento para la música, acotando que se dedica a ser cantante, directora, escritora, modelo y pintora.
En la caena KBS drama "Blood", que comenzó a transmitirse el 16 de febrero de 2015, que interpreta el personaje "Yoo Ri Ta" un genio que entró en la escuela de medicina en la edad de 17 años y quien también es personaje rico, brillante, alegre, que disfruta de su riqueza y es a menudo mal interpretado como una persona arrogante e indignante. Koo sol hye y el actor principal de este drama, Ahn Jae Hyeon dispararon en la ubicación de archivo en Rumanía por este drama. Aunque la calificación fue baja en Corea, a nivel internacional fue un éxito superando el Internet para más reloj y convertirse en el show número 1 en dramfever largo de su emisión y continuó después del episodio final.
WorldFest-Houston International Film Festival concluyó su temporada número 48, el 20 de abril de 2015, con el bipartito MBC drama documental Heo Nanseolheon recibir un Platinum Remi en la categoría biográfica.
El 29 de abril de 2015, pieza para piano de Ku "Rain" encabezó las listas de música QQ, el mayor buscador de China. Lanzado seis años antes, Ku encabezó la lista debido a la atención prestada a la sangre en China también.
Al 14 de mayo de 2015, se lanzó un segundo álbum titulado "Breath2". Su álbum 'Aliento 2' sirve como una continuación de su álbum de 2009 'Aliento'. La pista del título "Después de 10 Años 100 Años" es una nueva versión de la BSO de la película "Peach Tree". Su versión se ha convertido en una pista de piano y compuso ella misma y Choi In Young ha arreglado.
Ku apareció en el programa de radio de SBS, 'de Gong Hyung Jin Cinetown,' el 2 de julio de 2015, y habló de su famoso bebé cara como nunca envejecimiento belleza.
Ella también toma como un papel principal en el drama chino; su agencia declaró el 6 de noviembre el año 2015 que ella está preparada para protagonizar 'El magnate legendario'. Ella tocará la esposa noble y pura del plomo, que es un padrino hecho a sí mismo de la industria del cine chino. Un representante declaró que había trabajado previamente con ella por su drama taiwanés "Absolute Boyfriend ', demostrando que tienen una conexión especial con miras a su nuevo proyecto. El representante explicó que a pesar de la difícil debido a la diferencia de la escritura de la lengua, se mostró profesionalismo durante el rodaje, tocando todo el mundo.
De acuerdo con 'Showbiz Corea Ku fue considerado como "Hallyu reina" debido a su gran popularidad en el nivel nacional e internacional.
Ku es la adición de otro primero en su impresionante hoja de vida artística tendrá su primer concierto en Understage en el barrio de Itaewon de Seúl. De acuerdo con el medio de comunicación de Corea del diario JoongAng su concierto tiene lugar el 21 de noviembre el año 2015
Ku canta acerca de "Un día sin sonido 'es una MV sencilla y hermosa mostrando su desempeño en el escenario, con las letras que aparecen en el centro del vídeo.
Como del 29 de diciembre el año 2015 se hace una revista ilustrada libre de la boda de un amigo cercano como bella por dentro y por fuera. Debutó en el mundo del espectáculo como modelo de un anuncio en el año 2002, y en ese momento, se había convertido en amigos cercanos con su estilista, jefe Seo Yoon. Trece años después del hecho, siguen siendo amigos cercanos, por lo que tomaron parte en la sesión de fotos sin aceptar ningún pago. Jefe Seo Yoon afirmó: "Transmitimos un ambiente juvenil a través de los peinados naturales en lugar de los peinados de boda normales como a las tareas pendientes. Del mismo modo, el maquillaje fue retransmitido con un aspecto natural como Hye Sun siempre tenía una tez tan clara y la piel limpia, por lo que sólo hay que poner un poco de énfasis en los labios ".
El 2 de marzo,  YG Entertainment lanzó la canción  "escribir y borrar" , que es una canción colaboración de Goo Hye Sun y los ciegos. 
La canción es acerca de un ciego escribir una carta a una niña en un intento de confesar su amor. Él escribió en varias ocasiones y borró su mensaje varias veces mientras trata de escribir una carta perfecta. Koo colaboró con un grupo llamado The Blind para hacer y grabar la canción. Ella donó su talento para la canción. No estaba claro a quien fue hecha la donación. El ciego se compone de 3 hombres que todos tienen la ceguera. Cantan, juegan insturments y componer. Para 2016, el teatro chino de Koo Hye Sun "El magnate legendario" está programado para salir protagonizada por Zhang Hans , Song Yi y Chen Qiao.
El 11 de marzo del 2016 fueron capturados por Dispatch en una cita secreta en el garage de sus departamentos. Después de que rumores fueran difundidos sobre la presunta nueva pareja de estrellas, la agencia de Ahn Jae Hyun, HB Entertainment, confirmó que están saliendo. Un representante dijo a OSEN el 11 de marzo: “Parece que su relación se desarrolló después del final del drama”.
La agencia de Ku Hye Sun, YG Entertainment, también confirmó su relación, y compartió que han est9ado saliendo durante un año.
La pareja actuó junta en el exitoso drama de KBS 2TV “Blood” en 2015. 
El actor Ahn Jae Hyun ha mencionado personalmente su relación con Ku Hye Sun y agradeció a los fans por el apoyo.
El 13 de marzo, él dejó un mensaje titulado “De Jaehyun” en su café de fans oficial.
La publicación comienza con algunas observaciones dulces a sus fans: “La última ola de frío ha llegado. Se pondrá más cálido pronto , ¿verdad? Siempre digo esto, pero tengan cuidado de no coger un resfriado o enfermarse”.
En referencia a la reciente noticia de citas, termina el post con más palabras más conmovedoras: “Estoy muy feliz de que me estén felicitando. Gracias por su amor. ¡Vamos todos a amar!”.
El 08 de abril de 2016, tras fuertes rumores de matrimonios, la agencia del actor HB Entertainment confirmó que se casará con su novia la también actriz Goo Hye Sun el día 21 de mayo de 2016: "Ahn Jae Hyun y Goo Hye Sun han planteado realizar una ceremonia privada el 21 de mayo, donde sólo asistan familiares y amigos cercanos. La ceremonia será lo más sencilla posible, ya que ellos desean donar los gastos de su boda a la sala de pediatría del Severance Hospital en Sinchon.
El día 20 de mayo oficialmente Ahn Jae Hyun y Goo Hye Sun registraron su matrimonio. Goo Hye Sun fue a la oficina de Gangnam-gu y llenó su registro de matrimonio en persona. Sin embargo, Ahn Jae Hyun fue incapaz de ir en persona debido a la filmación de su drama. Posteriormente, el día 21 de mayo realizaron la ceremonia como ya habían anunciado.
Después de algunos frustrados años de idas y venidas, el matrimonio de los actores Ahn Jae Hyun y Goo Hye Sun llega su fin a mediados del 2018, esto por incompatibilidad de caracteres. Dando fin al matrimonio con la firma del divorcio en 2019.

## Filmografía

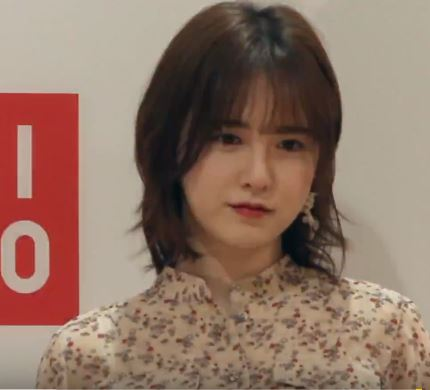
Koo Hye-sun en mayo del 2018.

### Televisión
| Año  | Título                                          | Personaje                                             | Cadena        |
| ---- | ----------------------------------------------- | ----------------------------------------------------- | ------------- |
| 2004 | Nonstop 5                                       | Hye Sun                                               | MBC           |
| 2004 | Drama City – Anagram                            | enfermera                                             | KBS 2TV       |
| 2005 | Drama City – Everybody Cha Cha Cha              |                                                       | KBS 2TV       |
| 2005 | Ballad of Seo Dong                              | Eun Jin                                               | SBS           |
| 2006 | Pure 19                                         | Yang Guk Hwa                                          | KBS 1TV       |
| 2007 | The King and I                                  | Reina Jeheon                                          | SBS           |
| 2008 | Strongest Chil Woo                              | Yoon So Yoon                                          | KBS 2TV       |
| 2009 | Boys Over Flowers                               | Geum Jan Di                                           | KBS 2TV       |
| 2010 | Ku Cine                                         | Ella misma                                            | Mnet          |
| 2011 | Star Life Theater                               | Ella misma                                            | KBS 2TV       |
| 2011 | The Musical                                     | Go Eun Bi                                             | SBS           |
| 2012 | Take Care of Us, Captain                        | Han Da Jin                                            | SBS           |
| 2012 | Absolute Darling                                | Guan Xiao Fei                                         | GTV           |
| 2012 | The Hospice for the Children Who Live for Today | Narradora del documental                              | SBS           |
| 2014 | Heo Nanseolheon                                 | Heo Nanseolheon/ Narradora del documental/ ella misma | MBC           |
| 2014 | Angel Eyes                                      | Yoon Soo Wan                                          | SBS           |
| 2015 | Blood                                           | Yoo Ri Ta                                             | KBS 2TV       |
| 2015 | The Legendary Tycoon                            | Papel principal                                       | TBA/Filmación |
| 2017 | You Are Too Much                                | Jung Hae Dang                                         | MBC           |

### Películas
| Year | Título      | Personaje | Observaciones                                    |
| ---- | ----------- | --------- | ------------------------------------------------ |
| 2007 | August Rush | cameo     | película americana                               |
| 2014 | Daughter    | San       | también participó en el guion y en la producción |
| 2021 | Dark Yellow | -         | [ 3 ]                                            |

### Apariciones en programas de variedades
| Año  | Título      | Observaciones     |
| ---- | ----------- | ----------------- |
| 2014 | Running Man | Invitada, ep. 190 |

### Apariciones en vídeos musicales
| Año  | Canción                             | Artista                      |
| ---- | ----------------------------------- | ---------------------------- |
| 2002 | "We Match Quite Well"               | Sung Si Kyung                |
| 2004 | "The Reason I Close My Eyes"        | Taebin                       |
| 2006 | "Forget You"                        | Soul Star                    |
| 2007 | "Yesterday Is Different from Today" | Kim Ji Eun                   |
| 2010 | "Touch Your Heart"                  | Fahrenheit (banda taiwanesa) |
| 2010 | "Brown Hair"                        | Hye Sun                      |
| 2012 | "Marry Me"                          | Hye Sun                      |
| 2013 | "With Laughter or with Tears"       | Seo In Guk                   |
| 2013 | "It's You"                          | Hye Sun                      |
| 2013 | "Happiness"                         | Hye Sun                      |
| 2014 | "She's So High"                     | Beatburger                   |
| 2014 | "Floral Rain"                       | Hye Sun                      |

### Como directora

#### Feature film
| Año  | Título         | Acreditada como                     | Reparto                                | Ref.        |
| ---- | -------------- | ----------------------------------- | -------------------------------------- | ----------- |
| 2010 | Magic          | director, guionista, cameo          | Im Ji-kyu Seo Hyun-jin Kim Jung-wook   |             |
| 2012 | The Peach Tree | director, guionista, music director | Jo Seung-woo Ryu Deok-hwan Nam Sang-mi | [ 4 ] [ 5 ] |
| 2014 | Daughter       | directora, guionista, actriz        | Ku Hye-sun Shim Hye-jin                | [ 6 ]       |

#### Cortos
| Año  | Título                                   | Acreditada como                      | Reparto                                                                        | Ref.                               |
| ---- | ---------------------------------------- | ------------------------------------ | ------------------------------------------------------------------------------ | ---------------------------------- |
| 2009 | The Madonna (aka The Cheerful Caretaker) | director, Guionista, editor          | Seo Hyun-jin L (Cantante Surcoreano) Jun Tae-soo                               | [ 7 ] [ 8 ]                        |
| 2010 | You                                      | directora, guionista                 | Nam Sang-mi Choi Il-hwa                                                        | [ 9 ]                              |
| 2012 | Fragments of Sweet Memories (3D)         | directora, guionista, music director | Yoo Seung-ho Choi Il-hwa Ryu Young-jae Yang Hyun-mo Yang Kyung-mo Seo Hyun-jin | [ 10 ] [ 11 ] [ 12 ] [ 13 ] [ 14 ] |
| 2013 | White Dog (Samsung Galaxy S4)            | directora, singer of theme song      | Cristina Fernández Lee Moon Mason Ku Hye-sun                                   | [ 15 ] [ 16 ]                      |

#### Películas
| Año  | Evento                                            | Cast                                     | Ref.          |
| ---- | ------------------------------------------------- | ---------------------------------------- | ------------- |
| 2009 | 7th Asiana International Short Film Festival      | Seo Hyun-jin                             | [ 17 ]        |
| 2011 | 13th International Women's Film Festival in Seoul | Ku Hye-sun                               | [ 18 ]        |
| 2013 | 14th Persons with Disabilities Film Festival      | Ku Hye-sun                               | [ 19 ] [ 20 ] |
| 2014 | 10th Jecheon International Music & Film Festival  | Ku Hye-sun Seong Seung-han Choi In-young | [ 21 ] [ 22 ] |

## Discografía
| Año  | Título                                          | Agencia          | Nota                  | Ref.          |
| ---- | ----------------------------------------------- | ---------------- | --------------------- | ------------- |
| 2005 | "Happy Birthday To You" (from Nonstop 5 OST)    | EMI              | Cantante              | [ 23 ]        |
| 2006 | "Sarang Ga (Love Story)" (from Pure 19 OST)     | YG Entertainment | Cantante              | [ 24 ]        |
| 2009 | Ku Hye-sun's Sketchbook - Breath (album)        | YG Entertainment | Cantante, Compositora | [ 25 ]        |
| 2010 | Brown Hair (single)                             | YG Entertainment | Cantante, Compositora | [ 26 ]        |
| 2012 | "Fly Again" (from Take Care of Us, Captain OST) | Pony Canyon      | Compositora           |               |
| 2012 | Marry Me (single)                               | YG Entertainment | Cantante, Compositora | [ 27 ] [ 28 ] |
| 2013 | Flying Galaxy (single)                          | YG Entertainment | Cantante, Compositora | [ 29 ]        |
| 2013 | It's You (single)                               | YG Entertainment | Cantante, Compositora | [ 30 ] [ 31 ] |
| 2013 | Happiness (single)                              | YG Entertainment | Cantante, Compositora | [ 32 ]        |
| 2014 | Floral Rain (single)                            | YG Entertainment | Cantante, Compositora | [ 33 ]        |
| 2014 | Must (single)                                   | YG Entertainment | Cantante, Compositora | [ 34 ]        |

## Libros
| Año  | Título                                              | Nota   | Ref.   |
| ---- | --------------------------------------------------- | ------ | ------ |
| 2009 | Tango                                               | Novel  | [ 35 ] |
| 2010 | Ku Hye-sun's The Story Behind the Making of "Magic" |        | [ 36 ] |
| 2012 | The Peach Tree                                      | Novela |        |

## Comerciales
| Año       | Producto                                    | Co-estrella                        |
| --------- | ------------------------------------------- | ---------------------------------- |
| 2002      | Sambo Computer Slim PC                      |                                    |
| 2005      | Sharp                                       |                                    |
| 2007      | Elgaa                                       |                                    |
| 2007      | Danahan                                     |                                    |
| 2007      | Coenzyme Cream                              |                                    |
| 2007      | Beauty Credit                               | Hyun Bin                           |
| 2007-2008 | Tous Les Jours                              |                                    |
| 2008      | Cheoum Cheoreom                             |                                    |
| 2009      | LG Teenring                                 | Lee Min-ho, Kim Bum                |
| 2009      | Doutor Coffee                               |                                    |
| 2009      | Tous Les Jours                              | Jo In-sung                         |
| 2009      | Somang RG II                                | Yoon Sang-hyun                     |
| 2009      | Shinhan Group                               | Ji Chang-wook                      |
| 2009      | ADefying Clear Spot                         |                                    |
| 2010      | SKY Izar IM-A630K Android mobile phone      |                                    |
| 2010      | Taiwan: Touch Your Heart (Tourism Campaign) |                                    |
| 2010      | Somang Cosmetics                            |                                    |
| 2010      | Tous Les Jours                              | Rain                               |
| 2010      | Toyota Prius                                |                                    |
| 2011      | Somang Coenzyme Q10                         | Jung Il-woo                        |
| 2011      | JAMconcert                                  |                                    |
| 2011      | Danahan - Ecopure Hair Color Cream          |                                    |
| 2011      | Toyota Corolla                              |                                    |
| 2011      | Nikon D90                                   | YG Entertainment                   |
| 2011      | Ecopure Hair Color Bubble Foam              |                                    |
| 2012      | Pure Clean Multi-cleanser                   |                                    |
| 2012      | Hyal Be                                     |                                    |
| 2013      | Samsung Galaxy S4                           | Cristina Fernández Lee, Moon Mason |

## Portada de Revista
| Año  | Mes       | Revista                 |
| ---- | --------- | ----------------------- |
| 2002 | Julio     | Ecole                   |
| 2005 | Octubre   | Cindy the Perky         |
| 2006 | Julio     | Cindy the Perky         |
| 2007 | Enero     | Dramatique              |
| 2007 | Mayo      | Cindy the Perky         |
| 2009 | Julio     | Vogue Taiwán            |
| 2009 | Julio     | E-Daily                 |
| 2009 | Julio     | Elle Girl Korea         |
| 2010 | Marzo     | Vogue Girl Korea        |
| 2010 | Mayo      | Hot Chili Paper (Japan) |
| 2010 | Mayo      | JIFF Daily (Japan)      |
| 2010 | Junio     | Bazaar Korea            |
| 2010 | Junio     | MovieWeek               |
| 2010 | Julio     | Sure                    |
| 2010 | Agosto    | Top Class               |
| 2010 | Diciembre | Bling                   |
| 2011 | Enero     | The Musical             |
| 2011 | Marzo     | Shin Dong-A             |
| 2011 | Junio     | Taiwan Next             |
| 2013 |           | InStyle Korea           |
| 2013 | Noviembre | MR (Hong Kong)          |
| 2013 |           | Elle Korea              |
| 2014 | Febrero   | F.ound                  |
| 2014 | Abril     | Sure                    |
| 2014 | Octubre   | Styler                  |
| 2014 | Octubre   | InStyle Korea           |
| 2014 | Octubre   | Big Issue               |

## Premios y nominaciones
| año  | Premio                                                                      | Categoría                                                | Trabajo                  | Resultado | Ref    |
| ---- | --------------------------------------------------------------------------- | -------------------------------------------------------- | ------------------------ | --------- | ------ |
| 2006 | KBS Drama Awards                                                            | Mejor Actriz Revelación                                  | Pure 19                  | Ganadora  | [ 37 ] |
| 2006 | KBS Drama Awards                                                            | Actriz mas popular                                       | Pure 19                  | Ganadora  | [ 38 ] |
| 2006 | KBS Drama Awards                                                            | Mejor pareja con Seo Ji-seok                             | Pure 19                  | Nominada  | [ 39 ] |
| 2007 | 43 rd Baeksang Arts Awards                                                  | Mejor Actriz Revelación                                  | Pure 19                  | Nominada  | [ 40 ] |
| 2007 | SBS Drama Awards                                                            | Premio Nueva Estrella                                    | The King and I           | Ganadora  | [ 37 ] |
| 2008 | KBS Drama Awards                                                            | Netizen Award, Actriz                                    |                          | Ganadora  | [ 40 ] |
| 2008 | KBS Drama Awards                                                            | Mejor pareja con Eric Mun                                | Nominada                 | [ 39 ]    |        |
| 2009 | KBS Drama Awards                                                            | Popularidad Awards, Actriz lbro                          | The Madonna              | Ganadora  | [ 37 ] |
| 2009 | 4th Andre Kim Mejores Premios Estrella                                      | Mejor Estrella Femenina                                  | Boys Over Flowers        | Ganadora  | [ 41 ] |
| 2009 | 6th Yahoo! Taiwan Asia Buzz Awards                                          | Mejor actriz de Asia                                     | Boys Over Flowers        | Ganadora  | [ 41 ] |
| 2009 | KBS Drama Awards                                                            | Top Premio a la Excelencia, Actriz                       | Boys Over Flowers        | Ganadora  | [ 42 ] |
| 2009 | KBS Drama Awards                                                            | Premio a la Excelencia, Actriz en un Drama de semi-largo | Boys Over Flowers        | Ganadora  | [ 41 ] |
| 2009 | KBS Drama Awards                                                            | Netizen Premio, actriz del año                           | Boys Over Flowers        | Ganadora  | [ 43 ] |
| 2009 | KBS Drama Awards                                                            | Premio a la Mejor Pareja con Lee Min-ho                  | Boys Over Flowers        | Ganadora  | [ 42 ] |
| 2009 | KBS Drama Awards                                                            | Premio a la Mejor Pareja con Kim Hyun Joong              | Boys Over Flowers        | Ganadora  | [ 42 ] |
| 2009 | 14th Asian Television Award                                                 | Mejor Actriz de Drama                                    | Boys Over Flowers        | Nominada  | [ 42 ] |
| 2009 | 3rd Mnet 20's Choice Awards                                                 | Estrella femenina candente de drama                      | Boys Over Flowers        | Nominada  | [ 44 ] |
| 2010 | Seoul International Drama Awards                                            | Mango TV Popularity Award                                | N/a                      | Ganadora  | [ 45 ] |
| 2010 | 12th Short Shorts Film Festival & Asia                                      | The Madonna                                              | Ganadora                 |           | [ 42 ] |
| 2010 | 23rd Tokyo International Film Festival                                      | Best Asian-Middle Eastern Film                           | Magic                    | Nominada  | [ 42 ] |
| 2011 | 1st LETV Movies & Drama Awards                                              | Estrella asiática popular                                | N/a                      | Ganadora  | [ 46 ] |
| 2011 | 5th Mnet 20's Choice Awards                                                 | Premio a la popularidad, Actriz                          | N/a                      | Ganadora  | [ 42 ] |
| 2012 | 31st Brussels International Fantastic Film Festival                         | Premio K-Star (popularidad)                              | N/a                      | Ganadora  | [ 42 ] |
| 2012 | SBS Drama Awards                                                            | Top Premio a la Excelencia, Actriz en un Drama Especial  | Take Care of Us, Captain | Nominada  | [ 42 ] |
| 2012 | 2012 Korea Fulfillment Awards                                               | Grand Prize (Daesang)                                    | Herself                  | Ganadora  | [ 42 ] |
|      | 14th Annual Republic of Korea Design Award by Ministry of Knowledge Economy | Design Merits Division-Minister Commendation Award       | N/a                      | Ganadora  | [ 48 ] |
| 2013 | Ministry of Health and Welfareq                                             | 2nd Happiness Sharing Talent Award                       | N/a                      | Ganadora  | [ 49 ] |
| 2014 | Ministry of Gender Equality and Family                                      | Gran Premio de la Igualdad de Género                     | Heo Nanseolheon          | Ganadora  | [ 42 ] |
| 2014 | SBS Drama Awards                                                            | Premio a la Excelencia, Actriz en un Drama Especial      | Angel Eyes (drama)       | Ganadora  | [ 50 ] |
| 2014 | SBS Drama Awards                                                            | Premio a la Mejor Pareja con Lee Sang-yoon               | Angel Eyes (drama)       | Ganadora  | [ 42 ] |
| 2014 | Asian Drama Awards Pilipinas                                                | Mejor Actriz del Año 2014                                | Angel Eyes (drama)       | Ganadora  | [ 42 ] |
| 2014 | Asian Drama Awards Pilipinas                                                | Canción del año 2014 "Run To You"                        | Angel Eyes (drama)       | Ganadora  | [ 42 ] |
| 2014 | Asian Drama Awards Pilipinas                                                | Premio a la Mejor Pareja con Lee Sang-yoon               | Angel Eyes (drama)       | Ganadora  | [ 42 ] |
| 2014 | The 6th Seoul Senior Film Festival                                          | Mejor Director Joven                                     | Daughter                 | Ganadora  | [ 42 ] |
| 2015 | KBS Drama Awards                                                            | premio a la popularidad, Actriz                          | Blood (drama)            | Ganadora  | [ 51 ] |
| 2015 | KBS Drama Awards                                                            | Mejor Pareja con Ahn Jae-hyun                            | Blood (drama)            | Nominada  | [ 42 ] |
| 2018 | 53rd Baeksang Arts Awards                                                   | iQiyi Global Star                                        | N/a                      | Ganadora  | [ 52 ] |
| 2021 | 28th SBS Drama Award                                                        | Premio Netizen a la popularidad                          | N/a                      | Ganadora  | [ 42 ] |
| 2022 | 24th Short Shorts Film Festival & Asia                                      | Audience Award                                           | Dark Yellow              | Ganadora  | [ 53 ] |
|      | Art Korea Broadcasting Culture and Arts Awards                              | Person of the Year                                       | N/a                      | Ganadora  | [ 54 ] |

## Goodwill ambassador
- 2012 International 3D Festival[55]
- 2013 Cheongju International Craft Biennale[56]
- 2013 Artistree[57]
- 2013 the 4th Persons with Disabilities Film Festival[58]
- 2013 Sydney International Film Festival[59]
- 2015 Honorary ambassador for Seoul 2015 International Blind Sports Association World Games